# ディロン・フランシス
ディロン・ハート・フランシス（Dillon Hart Francis、1987年10月5日 - ）は、アメリカ合衆国のカリフォルニア州ロサンゼルスを拠点とするDJ、音楽プロデューサー。「ムーンバートンの開拓者」と称される。また、別人格にあたるDJハンゼル（DJ Hanzel）としての活動も行なっている。
2014年に発売したスタジオ・アルバム『マネー・サックス・フレンズ・ルール』が音楽雑誌『ビルボード』のTop Dance/Electronic Albumsで最高位2位を記録し、翌年に発売されたEP『ディス・ミックステープ・イズ・ファイア』が同チャートで第1位を獲得した。2018年に発表したラッパーのレジデンテや歌手のイルと共演した楽曲「Sexo」のミュージック・ビデオは、同年のラテン・アメリカン・ミュージック・アワードでフェイヴァリット・ビデオにノミネートした。

## 経歴

### 生い立ち
フランシスは、カリフォルニア州ロサンゼルスで代替医療の医師である父とユーゴスラビアからの移民である母の間に生まれ、同地で育った。フランシスは厳格な家庭で育ち、13歳になるまでFワードを知らなかったとし、1日2時間の『セサミストリート』以外のテレビ番組を見ることができなかったと回想している。

### 2010年 - 2014年
2010年よりDJとしての活動を始め、ラッパーのダーティ・ナスティと共演し、デトロイト・グランド・プーバーズの「Sandwiches」をカバー。同年9月3日にプレイ・ミー・レコードからソロ名義のEP『Swashbuckler』を発売した。2011年にはディプロに見出され、ディプロが主宰するレーベルであるマッド・ディセントと契約。その後フランシスはマッド・ディセントのほかディム・マック・レコードやオウスラなど複数のレーベルから作品を発表した。
2012年2月、3曲入りEP『Something, Something, Awesome』をBeatportで配信開始。同年9月13日から11月21日にかけて『Wet & Reckless Tour』を開催。
2013年3月にアメリカやカナダをまわる『Wurld Turr』の開催を発表。同年にはキル・ザ・ノイズとMeowski666というデュオを結成したほか、MTVクラブランドやMTVによって2013年の「注目のアーティスト」の1人に選出され、10月に音楽雑誌『DJ Magazine』が発表した「トップ100 DJs」で第73位にランクインした。

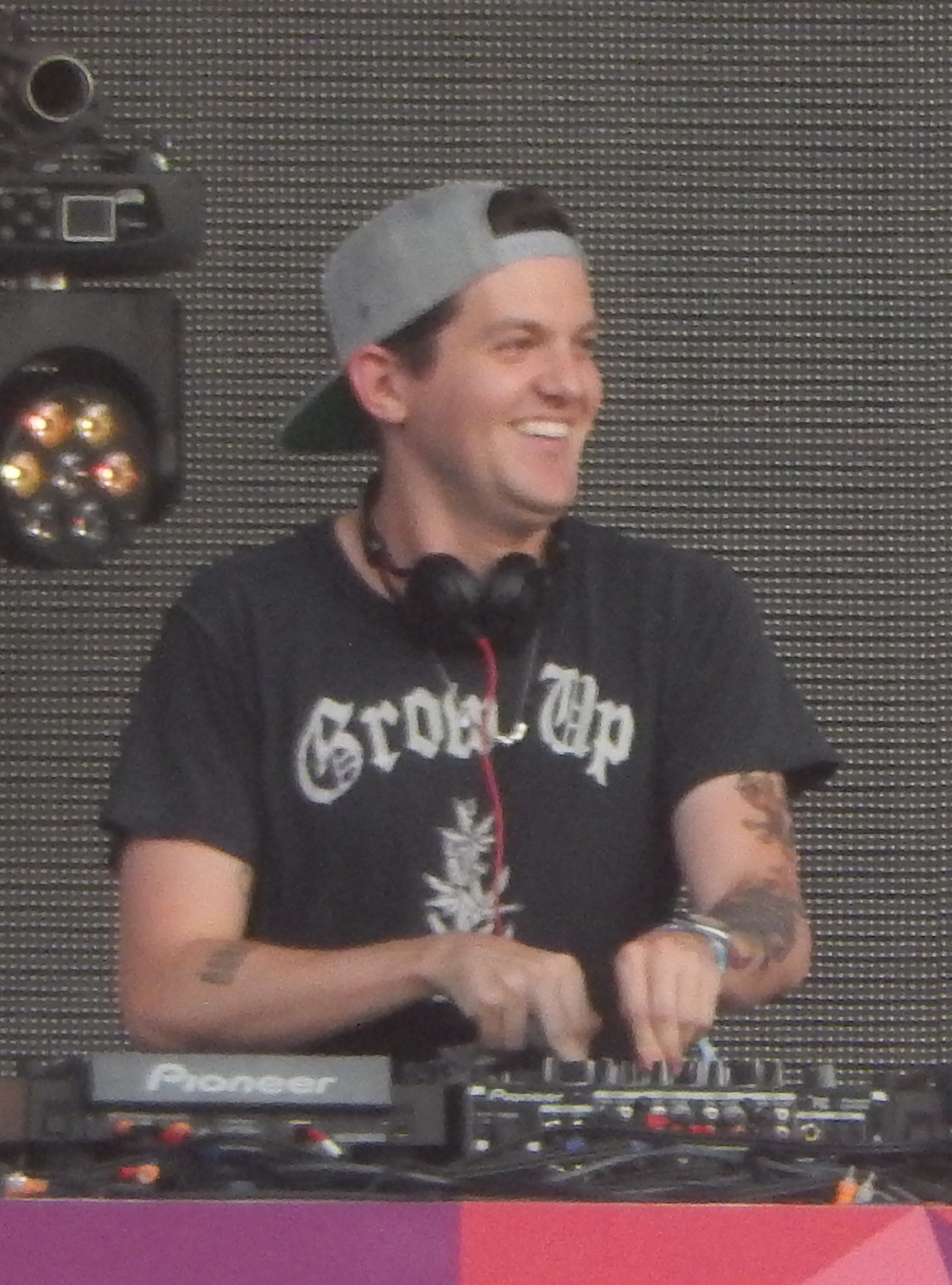
『Spring Awakening 2014』でのフランシス

2014年10月28日、コロムビア・レコードからデビュー・アルバム『マネー・サックス・フレンズ・ルール』を発売し、マーティン・ギャリックス、DJスネーク、トゥイスタ、メジャー・レイザー、パニック!アット・ザ・ディスコのブレンドン・ユーリーなど多数のアーティストと共演した。同作は発売1週目で9,000枚を売り上げ、音楽雑誌『ビルボード』のTop Dance/Electronic Albumsで最高位2位を記録した。同年11月17日から翌年1月18日にかけてアルバムを引っさげた『Friends Rule Tour』が開催された。

### 2015年 - 2017年
2015年6月24日、前年に発売した『マネー・サックス・フレンズ・ルール』で日本デビュー。8月14日にブロ・サファリ、クローメオ、カイゴ、スクリレックスらと共演した7曲入りEP『ディス・ミックステープ・イズ・ファイア』を発売。EPは発売1週目で9,000枚を売り上げ、『ビルボード』のTop Dance/Electronic Albumsで第1位を獲得した。
2016年5月10日にナイトメアとの「Need You」、6月24日にGTAのプロデュースのもとでスナッピー・ジットと共演した「Candy」、9月16日にウィル・ハードと共演した「エニウェア」をそれぞれシングルとして発売。同年のベルリン・ミュージック・ビデオ・アワードで「ノット・バター」が最優秀ミュージック・ビデオを受賞した。
2017年4月5日、IDGAFOSからジー・イージーと共演した「Say Less」をシングルとして発売。同月に行なわれた生配信でコロムビア・レコードを離れたことを発表。同年にロサンゼルスで開催された『Emo Nite』へは、別人格にあたるエモ・プレストン（Emo Preston）として出演。

### 2018年 - 2019年
2018年9月27日、IDGAFOSからスペイン語のアルバム『Wut Wut』を発売。同作からの第2弾シングルで、レジデンテやイルと共演した楽曲「Sexo」のミュージック・ビデオは同年のラテン・アメリカン・ミュージック・アワードでフェイヴァリット・ビデオにノミネートした。同年11月、コメディ・シリーズ『Like & Subscribe』の配信を開始。12月14日に発売されたアストラルワークスと動画配信者のニンジャによる共同プロジェクト『Ninjawerks』のオリジナル・サウンドトラックの制作に参加。
2019年1月31日から2月23日にかけてアリソン・ワンダーランドとのコ・ヘッドライニング・ツアー『Lost My Mind Tour』を開催。2月に公開された映画『レゴ ムービー2』の主題歌としてT-ペインやザット・ガール・レイ・レイと共演した「Catchy Song」を提供。3月にラヴリーザバンドと共演した「Change Your Mind」をシングルとして発売。

### 2020年 - 2023年
2020年5月8日（日本時間9日午前10時）、スティーヴ・アオキやデッドマウスとともにオンラインゲーム『フォートナイト』のパーティーロイヤルのプレミアに登場し
パフォーマンスを行なった。
2021年6月28日、Shift K3Yとの共同プロデュースのもとでマーク・E・バッシーと共演した楽曲「Love Me Better」を後に発売されるアルバムからのシングルとして発売。同年10月5日、8曲入りのアルバム『Happy Machine』を発売。
2022年2月4日、ヨン・グレイヴィーとの共同名義でEP『Cake and Cognac』を発売し、同日から16日にかけてツアーを開催。同年5月22日、『EDC Las Vegas』でかねてより存在を示唆していたイレニアムとのコラボトラック「Don't Let Me Let Go」を初披露。
2023年8月31日、アレッソやクレメンタイン・ダグラスと共同制作した楽曲「Free」を発売。楽曲の発売に際して、フランシスは人生最高の1日を過ごしているゴールデンレトリバーの気持ちを感じてみたいと思ったことはない？もしそうなら、この曲は君のためのものだとコメントを残した。

## 作品
スタジオ・アルバム
- 『マネー・サックス・フレンズ・ルール』 – Money Sucks, Friends Rule（2014年）
- Wut Wut（2018年）
- Happy Machine（2021年）

## 出演
| 年   | 日本語版の題 原題                                                    | 役名・備考     | 注     |
| ---- | -------------------------------------------------------------------- | -------------- | ------ |
| 2015 | WE ARE YOUR FRIENDS ウィー・アー・ユア・フレンズ We Are Your Friends | （カメオ出演） | [ 54 ] |
| 2015 | ゾンビーワールドへようこそ Scouts Guide to the Zombie Apocalypse     |                | [ 55 ] |
| 2017 | （日本語版なし） What Would Diplo Do?                                | ジェスパー     | [ 56 ] |
| 2018 | （日本語版なし） Taskmaster                                          | （本人）       | [ 57 ] |
| 2023 | （日本語版なし） Trolls Band Together                                | キッド・リッツ | [ 58 ] |